# Vote de rétention
Un vote de rétention (retention election ou retention referendum en anglais) est un mécanisme électoral concernant les juges. 
Il consiste à soumettre un juge nommé par le pouvoir exécutif au vote du peuple peu après sa nomination puis de façon régulière (tous les 10 ans en moyenne). 
Les électeurs votent oui ou non à la rétention du juge, c'est-à-dire pour ou contre le maintien dans ses fonctions. Si la majorité des votes est pour la rétention, le juge reste en fonction 10 ans supplémentaires. Si la majorité des votes est contre la rétention, le juge doit démissionner et le pouvoir exécutif doit lui substituer un remplaçant qui sera soumis au vote de rétention à son tour. 
Le juge n'est donc mis en concurrence avec aucun candidat adverse et son parti politique n'est pas mentionné sur le bulletin de vote. Bien qu'à l’origine prévu pour les juges, il serait possible qu'un tel mécanisme soit appliqué à d'autres officiels.

## Dans le monde

### Aux États-Unis
Ce mécanisme existe aux États-Unis pour ce qui est des juges des États, mais pas pour les juges fédéraux. Il est connu sous le nom de Missouri Plan (où une commission de juristes concourt à la sélection du candidat qui sera choisi par le gouverneur). 16 cours suprêmes d'États sont soumises à ce mécanisme, sachant que 22 autres États lui ont préféré le mécanisme d'élection pure avec plusieurs candidats. Il est rare qu'un juge se voit refuser la rétention, en général cela n'arrive que lorsque celui-ci est impliqué dans un scandale ou une décision politique extrêmement controversée. 
Les juges fédéraux, notamment ceux de la Cour suprême des États-Unis, ne sont eux pas soumis à ce système et restent inamovibles sauf en cas d'impeachment voté par le Congrès.

### Au Japon
Ce mécanisme existe aussi pour la Cour suprême du Japon, dont la Constitution a été rédigée en 1946 avec le concours des autorités américaines. Aucun juge n'y a jamais perdu le vote de rétention, il faut dire que cette Cour est réputée pour être l'une des plus respectueuses du vote démocratique ; depuis 1946 elle n'a invalidé que 8 lois de très faible importance politique sur le fondement du contrôle de constitutionnalité. Lors du vote de rétention de 2014, cinq des quinze juges y ont été soumis. Tous l'on emporté avec au moins 90 % d'approbation.